# Saint-Plantaire
Saint-Plantaire (saint-pantaléonnien : Sint-Piantére) est une commune française située dans le département de l'Indre, en région Centre-Val de Loire.

## Géographie

### Localisation
La commune est située dans le sud du département, à la limite du département de la Creuse. Elle est située dans la région naturelle du Boischaut Sud.
Les communes limitrophes sont : Orsennes (2 km), Cuzion (5 km), Lourdoueix-Saint-Michel (6 km), Éguzon-Chantôme (7 km), Gargilesse-Dampierre (8 km), Fresselines (8 km) et Crozant (8 km).
Les communes chefs-lieux et préfectorales sont : Neuvy-Saint-Sépulchre (19 km), La Châtre (28 km), Châteauroux (39 km), Le Blanc (50 km) et Issoudun (60 km).

### Hameaux et lieux-dits
Les hameaux et lieux-dits de la commune sont : les Brumâles, la Brousse Rouget, Bord, Bordesoule, Maison Neuve, les Bordes, le Trimoulet, l'Épinat, l'Aubier, le Meignat, la Chapelle du Fer, le Corquelin, le Patinet, la Roche, Fougères, la Hutte, Drouille, la Grange des Bois, le Peux, Saint Léon, Saint Jallet, Beauvais, les Places, la Brousse Crozant et le Pinochon.

### Géologie et hydrographie
La commune est classée en zone de sismicité 2, correspondant à une sismicité faible.
Le territoire communal est arrosé par la rivière Creuse et le ruisseau du Moulin Ratet. Il dispose aussi d'un lac, au lieu-dit Fougères.

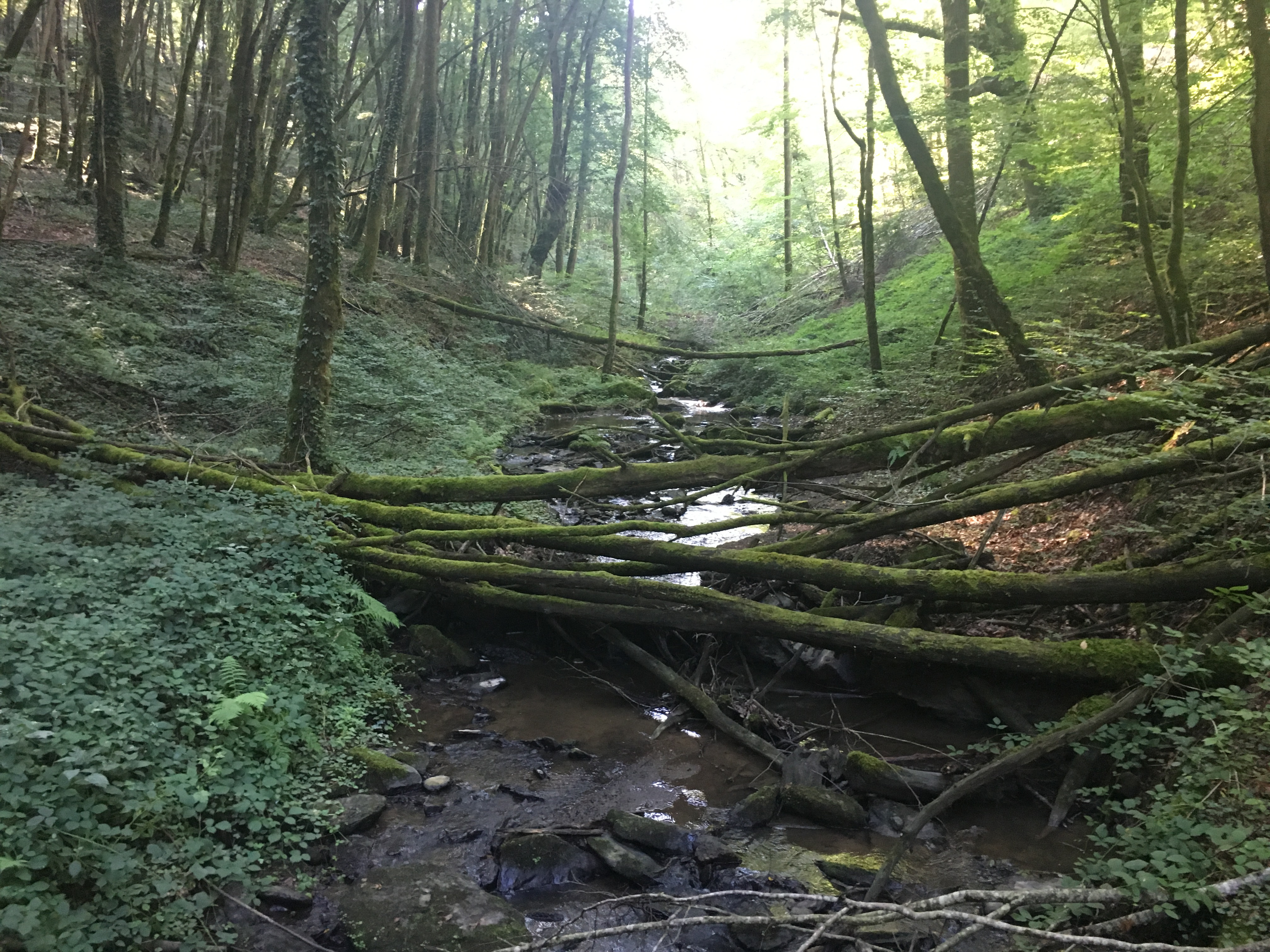
Le ruisseau du Moulin Ratet en 2017.
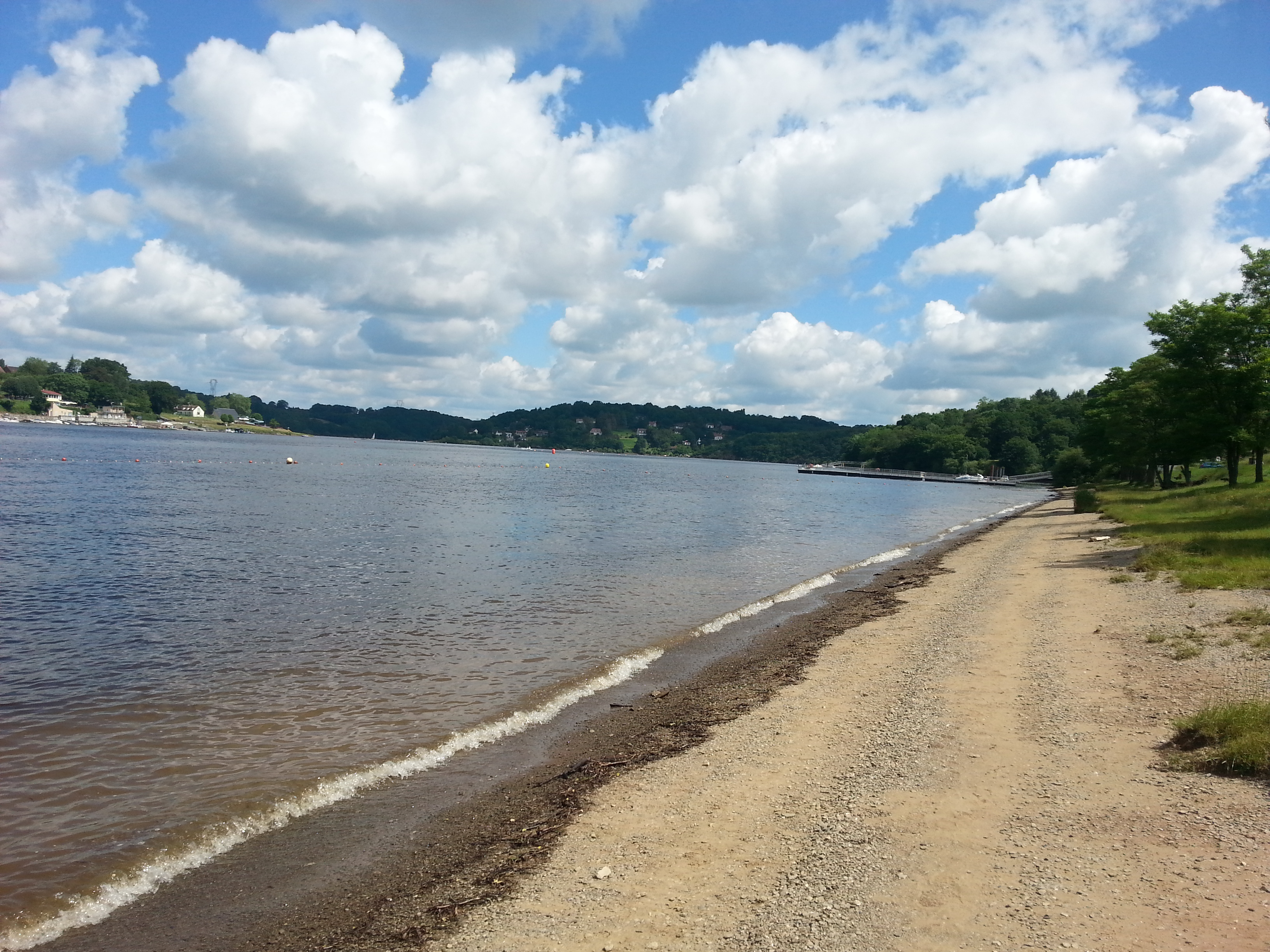
La plage de Fougères en 2016.

### Climat
Pour des articles plus généraux, voir Climat du Centre-Val de Loire et Climat de l'Indre.
En 2010, le climat de la commune est de type climat océanique dégradé des plaines du Centre et du Nord, selon une étude du CNRS s'appuyant sur une série de données couvrant la période 1971-2000. En 2020, Météo-France publie une typologie des climats de la France métropolitaine dans laquelle la commune est dans une zone de transition entre le climat océanique altéré et le climat de montagne ou de marges de montagne et est dans la région climatique Ouest et nord-ouest du Massif Central, caractérisée par une pluviométrie annuelle de 900 à 1 500 mm, maximale en automne et en hiver.
Pour la période 1971-2000, la température annuelle moyenne est de 10,7 °C, avec une amplitude thermique annuelle de 15,1 °C. Le cumul annuel moyen de précipitations est de 898 mm, avec 12,5 jours de précipitations en janvier et 7,7 jours en juillet. Pour la période 1991-2020, la température moyenne annuelle observée sur la station météorologique de Météo-France la plus proche, « Éguzon », sur la commune d'Éguzon-Chantôme à 7 km à vol d'oiseau, est de 12,1 °C et le cumul annuel moyen de précipitations est de 934,4 mm,. Pour l'avenir, les paramètres climatiques de la commune estimés pour 2050 selon différents scénarios d'émission de gaz à effet de serre sont consultables sur un site dédié publié par Météo-France en novembre 2022.

### Voies de communication et transports
Le territoire communal est desservi par les routes départementales : 21A, 30, 36, 40, 40A, 45A, 45D, 72, 91, et 91A.
Les gares ferroviaires les plus proches sont les gares de Saint-Sébastien (20 km) et Argenton-sur-Creuse (23 km).
Saint-Plantaire est desservie par la ligne I du Réseau de mobilité interurbaine.
L'aéroport le plus proche est l'aéroport de Châteauroux-Centre, à 60 km.
Le territoire communal est traversé par le sentier de grande randonnée 654 et par le sentier de grande randonnée de pays du Val de Creuse.

## Urbanisme

### Typologie
Au 1er janvier 2024, Saint-Plantaire est catégorisée commune rurale à habitat très dispersé, selon la nouvelle grille communale de densité à sept niveaux définie par l'Insee en 2022.
Elle est située hors unité urbaine et hors attraction des villes,.

### Occupation des sols
L'occupation des sols de la commune, telle qu'elle ressort de la base de données européenne d’occupation biophysique des sols Corine Land Cover (CLC), est marquée par l'importance des territoires agricoles (81,9 % en 2018), une proportion identique à celle de 1990 (81,9 %). La répartition détaillée en 2018 est la suivante : 
prairies (47,6 %), zones agricoles hétérogènes (27,2 %), forêts (14 %), terres arables (7,2 %), eaux continentales (3,2 %), zones urbanisées (0,9 %). L'évolution de l’occupation des sols de la commune et de ses infrastructures peut être observée sur les différentes représentations cartographiques du territoire : la carte de Cassini (XVIIIe siècle), la carte d'état-major (1820-1866) et les cartes ou photos aériennes de l'IGN pour la période actuelle (1950 à aujourd'hui).

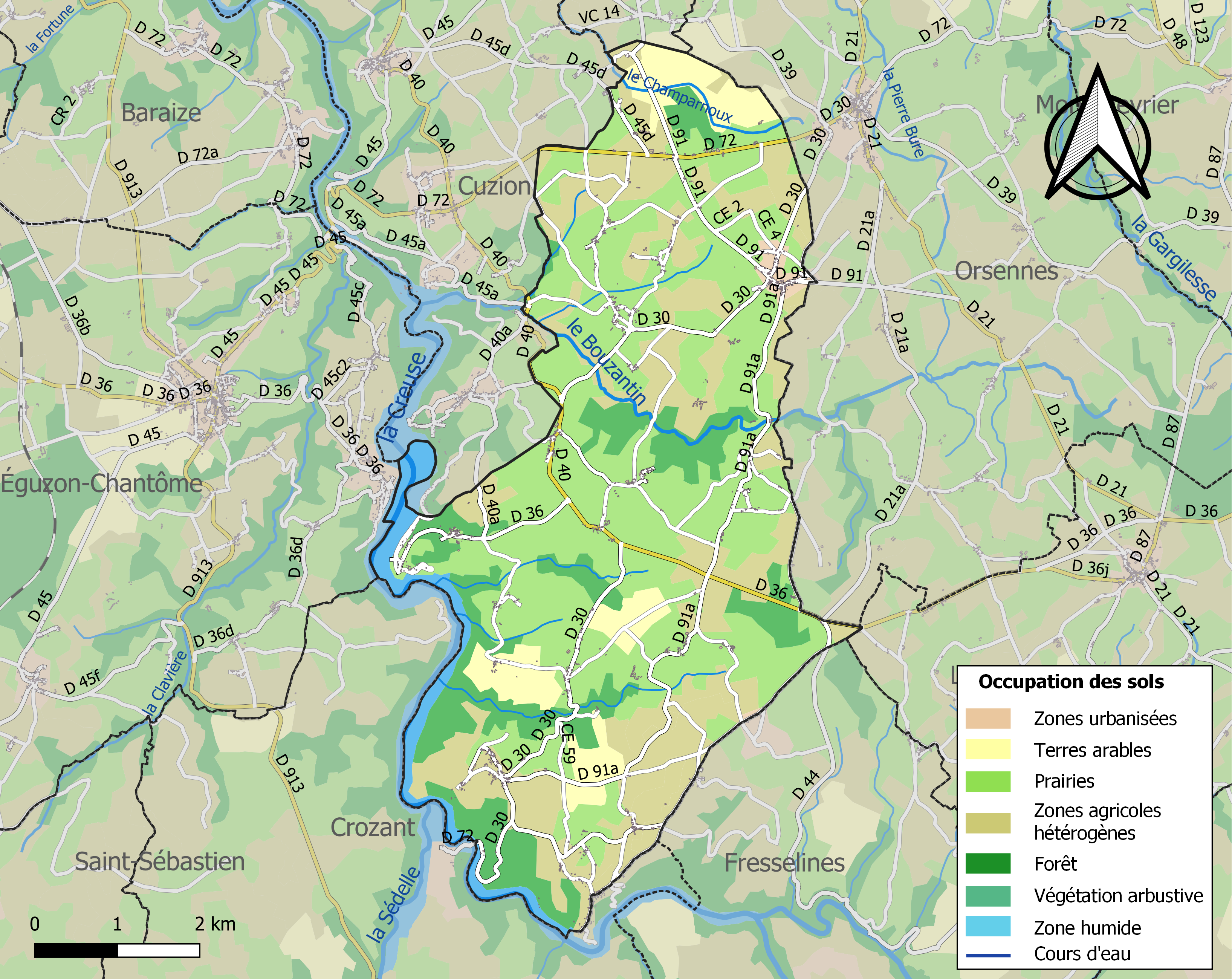
Carte des infrastructures et de l'occupation des sols de la commune en 2018 (CLC).

### Logement
Le tableau ci-dessous présente le détail du secteur des logements de la commune :
| Date du relevé                                              | 2013   |
| Nombre total de logements                                   | 538    |
| Résidences principales                                      | 50,6 % |
| Résidences secondaires                                      | 45 %   |
| Logements vacants                                           | 4,4 %  |
| Part des ménages propriétaires de leur résidence principale | 88,3 % |

### Risques majeurs
Le territoire de la commune de Saint-Plantaire est vulnérable à différents aléas naturels : météorologiques (tempête, orage, neige, grand froid, canicule ou sécheresse) et séisme (sismicité faible). Il est également exposé à un risque particulier : le risque de radon. Un site publié par le BRGM permet d'évaluer simplement et rapidement les risques d'un bien localisé soit par son adresse soit par le numéro de sa parcelle.

#### Risques naturels

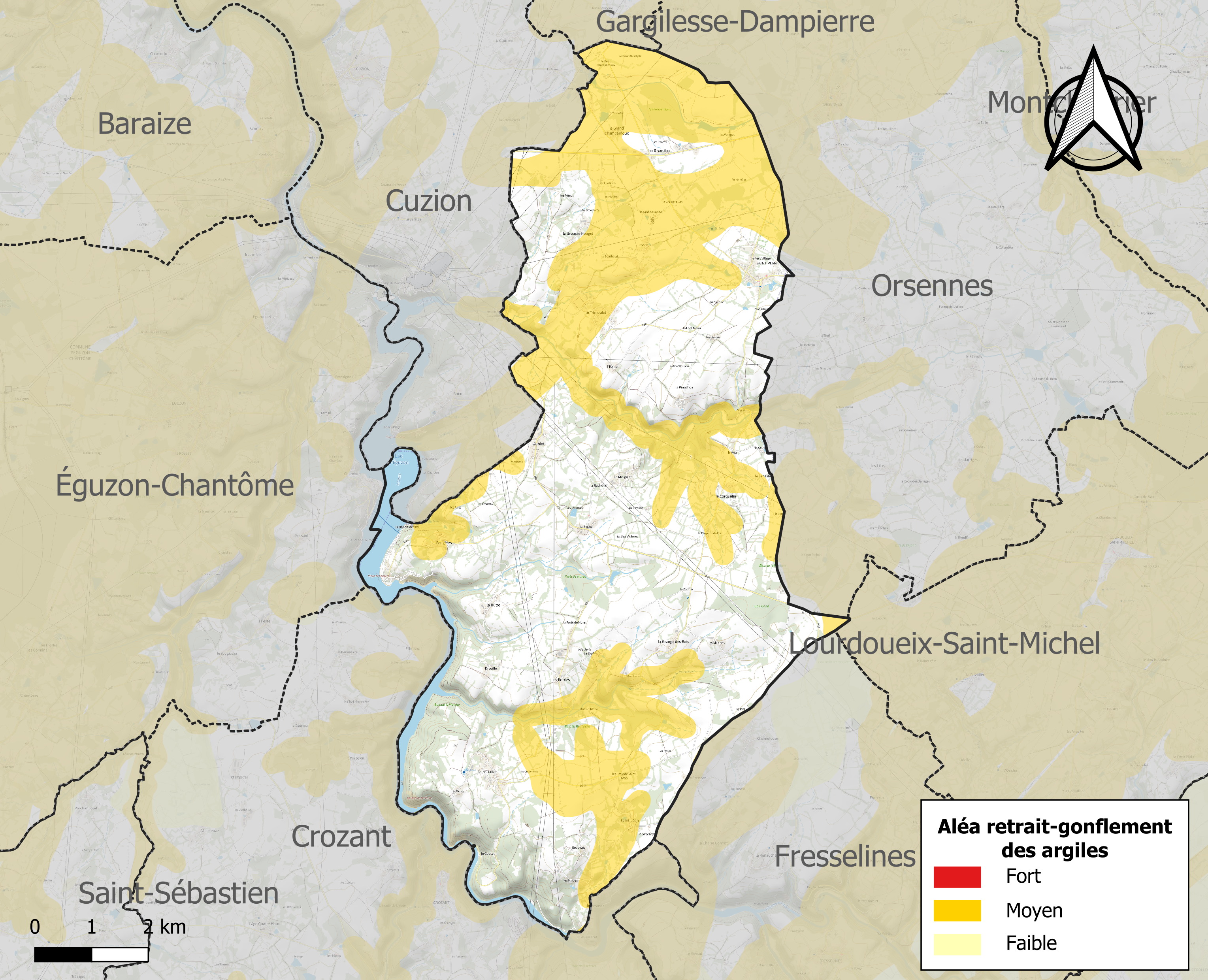
Carte des zones d'aléa retrait-gonflement des sols argileux de Saint-Plantaire.

Le retrait-gonflement des sols argileux est susceptible d'engendrer des dommages importants aux bâtiments en cas d’alternance de périodes de sécheresse et de pluie. 37,2 % de la superficie communale est en aléa moyen ou fort (84,7 % au niveau départemental et 48,5 % au niveau national). Sur les 534 bâtiments dénombrés sur la commune en 2019, 161 sont en aléa moyen ou fort, soit 30 %, à comparer aux 86 % au niveau départemental et 54 % au niveau national. Une cartographie de l'exposition du territoire national au retrait gonflement des sols argileux est disponible sur le site du BRGM,.
Concernant les mouvements de terrains, la commune a été reconnue en état de catastrophe naturelle au titre des dommages causés par la sécheresse en 2019 et par des mouvements de terrain en 1999.

#### Risque particulier
Dans plusieurs parties du territoire national, le radon, accumulé dans certains logements ou autres locaux, peut constituer une source significative d’exposition de la population aux rayonnements ionisants. Toutes les communes du département sont concernées par le risque radon à un niveau plus ou moins élevé. Selon la classification de 2018, la commune de Saint-Plantaire est classée en zone 3, à savoir zone à potentiel radon significatif.

## Toponymie
Durant la Révolution française, pour suivre le décret de la Convention du 25 vendémiaire an II invitant les communes ayant des noms pouvant rappeler les souvenirs de la royauté, de la féodalité ou des superstitions, à les remplacer par d'autres dénominations, la commune change de nom pour Plantaire-le-Bouzantin.
Ses habitants sont appelés les Pantaléonniens.

## Histoire
Le territoire de la commune contient de nombreux dolmens et tumulus, ce qui souligne le peuplement ancien de la région avec la Pierre Là à proximité du bourg, la Pierre Folle, la Pierre Chaput et le Dolmen de Saint-Jallet. La chapelle du Fer était un important lieu de pèlerinage et de foire aux outils en fer.
En 1926, près du sud de la commune, sur les bords de la Creuse, fut construit le barrage d'Éguzon destiné au départ, à alimenter en électricité le métro de Paris. Sa construction créa en amont le lac de Chambon et développa par la même occasion le tourisme estival dans la région (plage de Fougères, de Bonnu, base de loisirs à Chambon).
En 2010, le film Paysans, la vie sur un fil a été tourné à Saint-Plantaire.
La commune fut rattachée de 1973 à 2015 au canton d'Aigurande.

## Politique et administration
La commune dépend de l'arrondissement de La Châtre, du canton de Neuvy-Saint-Sépulchre, de la deuxième circonscription de l'Indre et de la communauté de communes de la Marche Berrichonne.
Elle dispose d'une agence postale communale.
| Période    | Période  | Identité      | Étiquette | Qualité                      |
| ---------- | -------- | ------------- | --------- | ---------------------------- |
| avant 1988 | 1989     | Robert Aussir | PCF       |                              |
| mars 1989, | En cours | Daniel Calame | PS        | Exploitant agricole retraité |

## Population et société

### Démographie
L'évolution du nombre d'habitants est connue à travers les recensements de la population effectués dans la commune depuis 1793. Pour les communes de moins de 10 000 habitants, une enquête de recensement portant sur toute la population est réalisée tous les cinq ans, les populations de référence des années intermédiaires étant quant à elles estimées par interpolation ou extrapolation. Pour la commune, le premier recensement exhaustif entrant dans le cadre du nouveau dispositif a été réalisé en 2007.

En 2022, la commune comptait 602 habitants, en évolution de +0,33 % par rapport à 2016 (Indre : −3 %, France hors Mayotte : +2,11 %).
| 1793  | 1800  | 1806  | 1821  | 1831  | 1836  | 1841  | 1846  | 1851  |
| ----- | ----- | ----- | ----- | ----- | ----- | ----- | ----- | ----- |
| 1 263 | 1 135 | 1 013 | 1 211 | 1 330 | 1 413 | 1 417 | 1 466 | 1 454 |

| 1856  | 1861  | 1866  | 1872  | 1876  | 1881  | 1886  | 1891  | 1896  |
| ----- | ----- | ----- | ----- | ----- | ----- | ----- | ----- | ----- |
| 1 424 | 1 401 | 1 394 | 1 403 | 1 395 | 1 511 | 1 515 | 1 528 | 1 556 |

| 1901  | 1906  | 1911  | 1921  | 1926  | 1931  | 1936  | 1946  | 1954  |
| ----- | ----- | ----- | ----- | ----- | ----- | ----- | ----- | ----- |
| 1 533 | 1 549 | 1 505 | 1 321 | 1 326 | 1 258 | 1 274 | 1 190 | 1 067 |

| 1962 | 1968 | 1975 | 1982 | 1990 | 1999 | 2006 | 2007 | 2012 |
| ---- | ---- | ---- | ---- | ---- | ---- | ---- | ---- | ---- |
| 996  | 891  | 758  | 680  | 605  | 550  | 552  | 552  | 562  |

| 2017 | 2022 | - | - | - | - | - | - | - |
| ---- | ---- | - | - | - | - | - | - | - |
| 616  | 602  | - | - | - | - | - | - | - |

### Enseignement
La commune dépend de la circonscription académique de La Châtre.

### Manifestations culturelles et festivités
Chaque année plusieurs fêtes sont organisées comme la Fête de la cerise à la Saint-Jean au lieu-dit la Chapelle du Fer, devenue la fête de la Saint-Jean avec manèges forains, brocante, restauration et bal. La « fête de la Saint-Fiacre », le 1er dimanche de septembre défilé de char(s) fleuri(s) et la Fête du lac.

### Sports
Un site de baignade surveillé (plage de Fougères) est présent dans la commune.

### Médias
La commune est couverte par les médias suivants : La Nouvelle République du Centre-Ouest, Le Berry républicain, L'Écho - La Marseillaise, La Bouinotte, Le Petit Berrichon, L'Écho du Berry, France 3 Centre-Val de Loire, Berry Issoudun Première, Vibration, Forum, France Bleu Berry et RCF en Berry.

## Économie
La commune se situe dans la zone d’emploi de Châteauroux et dans le bassin de vie d’Argenton-sur-Creuse.
Un camping est présent dans la commune. Il s'agit du camping municipal de Fougères qui dispose de 164 emplacements.

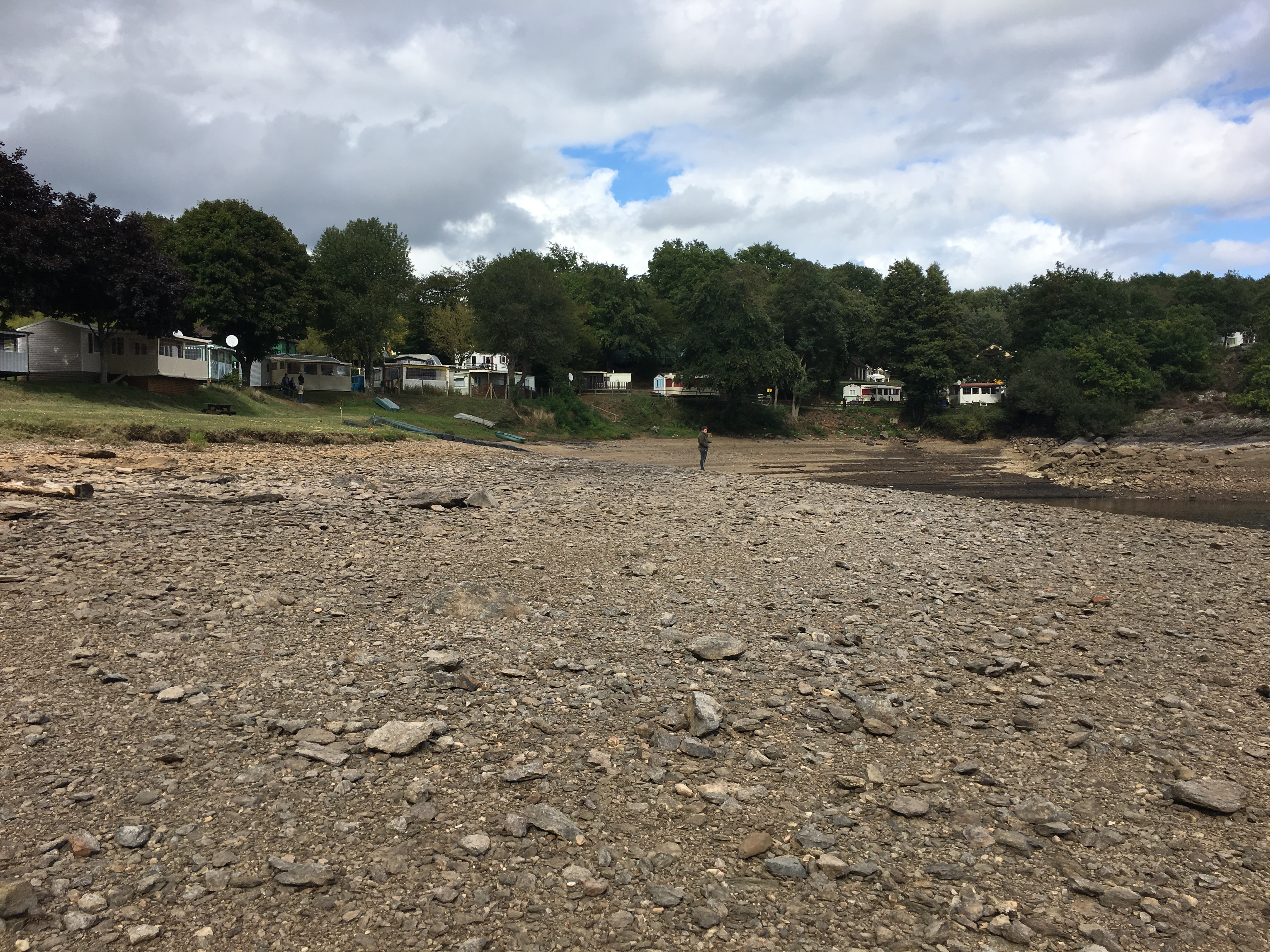
Le camping municipal de Fougères en 2017.

## Culture locale et patrimoine
- Église
- Monument aux morts

### Labels et distinctions
Saint-Plantaire a obtenu au concours des villes et villages fleuris deux fleurs en : 2004, 2005, 2006, 2007, 2008, 2011, 2013, 2014, 2015 et 2016.

### Héraldique, logotype et devise
|  | Logotype de la commune de Saint-Plantaire : |